# Франсуа, Ги
Ги Франсуа́ (фр. Guy François; 18 сентября 1947, Гаити — 3 июня 2019, Монреаль, Квебек) — гаитянский футболист, игравший на позиции полузащитника. Участник чемпионата мира 1974 года.

## Биография

### Карьера в сборной
В составе сборной Гаити принимал участие на чемпионате мира 1974 года, где сыграл в двух матчах группового этапа со сборной Италией (1:3) и Польши (0:7). Сборная Гаити заняла последнее место в группе, проиграв три матча с общим счётом 2-14. Всего за сборную Гаити с 1968 по 1974 год сыграл 17 матчей, в которых забил 1 гол.

### Смерть
Скончался 3 июня 2019 года в Монреале от остановки сердца в возрасте 71 года.